# フォーリコール
フォーリコール（ノルウェー語: fårikål、(ノルウェー語発音: [ˈfòːrɪkɔɫ, ˈfɔ̀rːɪkɔɫ]）は、伝統的なノルウェー料理で、同国の国民食である。食材は骨付きマトン、キャベツ、黒胡椒（ホール）、時折少量の小麦粉が使われ、キャセロールの中で数時間調理し、伝統的には皮付きのまま茹でたジャガイモと一緒に供される。典型的には初秋に作られる料理である。
フォーリコールの日は毎年9月の最終木曜日に祝われる。

## 名称
フォーリコールは「キャベツの中のマトン（får〈羊〉+ kål〈キャベツ〉）」を意味する複合語である。名称はデンマーク語の "gaas i hvidkaal"（白キャベツ中のガチョウ）から改められた。

## 大衆文化
2012年9月29日、ギネス世界記録はそれまでで最も多いフォーリコールを作った世界記録が認定された。作られたフォーリコルの重さは594.2 kgで60%のラムと40%のキャベツからできている。このイベントはオスロのSpikersuppaで行われ、1万人の招待客が参加した。
1970年代、人気ラジオ番組Nitimenによってフォーリコールがノルウェーの国民食に選出された。2014年、新たにコンペを開催するという農業食料大臣シルヴィ・リストハウグによる論議を呼ぶ決定の後、フォーリコールが再び国民食として認められた。